# سلمانک علیا
سلمانک علیا، روستایی در دهستان فلارد بخش مرکزی شهرستان فلارد در استان چهارمحال و بختیاری ایران است.

## جمعیت
بر پایه سرشماری عمومی نفوس و مسکن در سال ۱۳۹۵، جمعیت این روستا برابر با ۶۵ نفر (۱۹ خانوار) بوده‌است.